# Depositkontrakt
Depositkontrakt är en typ av standardiserade låneavtal som i huvudsak används mellan banker. De kan användas för både inlåning och utlåning och kännetecknas av att de saknar krav på underliggande säkerheter och har i förväg bestämda räntor och löptider.

## Allmänt
Inom EU utgör inte depositkontrakt finansiella instrument utan är tekniskt sett att betrakta som avtal. Liksom för exempelvis obligationer och certifikat sätts lånetaket för depositkontrakt av bankernas begränsningar av motpartsrisken. Placeringar i depositkontrakt påverkar bankernas balansräkningar och kapitaltäckningskrav beroende på kreditrisken hos den aktör som behöver krediten. Marknadsaktörer använder vanligen inte depositkontakt vid in- och utlåning längre än en vecka. Bankernas kapitaltäckningskraven gör kontraktsformen relativt sett dyrare än andra finansiella kontrakt på längre löptider.

## Omfattning
Storbankerna uppskattade 2006 att ca 90 procent av omsättningen i depositkontrakt avser löptider upp till två dagar. Merparten av depositinlåningen i kronor med löptiden en svensk bankdag sker mellan svenska kreditinstitut. Under perioden december 2001 – augusti 2004 hade kreditinstituten kring månadsskiften en genomsnittlig utestående inlåningsvolym i depositkontrakt om ca 130 miljarder kronor.